# Rudolf Belin
Rudolf Belin (Zagreb, 4 de novembro de 1942) é um ex-treinador e futebolista profissional croata, que atuava como defensor.

## Carreira
Rudolf Belin fez parte do elenco da Seleção Iugoslava de Futebol da Eurocopa de 1968. [carece de fontes?]

## Títulos
- Eurocopa de 1968 - 2º Lugar